# Jacob i Samuel Hawkenowie
Jacob i Samuel Hawken – amerykańscy rusznikarze i inżynierowie, właściciele sklepu w St. Louis; twórcy słynnej „plains rifle”.

## Życiorys
Bracia Hawken urodzili się w prawdopodobnie w Harpers Ferry – Jacob w 1786, a Samuel w 1792 – gdzie przyuczani byli do zawodu rusznikarza. Mimo lokalnych opowieści, datujących założenie ich owianego legendą sklepu na roku 1807, dowody wskazują, że Jacob pracował dla zbrojowni w Harpers Ferry od 1808 do 1818, kiedy to przeniósł się do Missouri i zakupił 160 akrów ziemi. Tamże rozpoczął współpracę z rusznikarzem Jamesem Lakenanem, trwającą do śmierci tego drugiego latem 1825 roku. W tym czasie Samuel był głową drobnego zakładu w Xenia, jednakże po śmierci żony oraz ojca przeniósł się do St. Louis, gdzie prowadził działalność konkurencyjną do tej brata i Lakenana. Bracia skonsolidowali przedsięwzięcia po śmierci Lakenana.
Ich sklep, chociaż specjalizował się w broni palnej, był bastionem tradycyjnego rzemieślnictwa – aż do 1848 roku Hawkenowie naprawiali i przerabiali muszkiety, produkowali mosiężne toporki, tomahawki, wyciory, a nawet kabłąki do pałaszy.
Jacob zmarł w 1849. Samuel kontynuował pracę do roku 1855, kiedy przeszedł na emeryturę, a firmę odziedziczył jego syn William. Młodszy z braci Hawkenów zmarł 9 maja 1884 roku.